# 니코 앙리숑
니코 앙리숑(프랑스어: Niko Henrichon, 1967년 8월 18일 ~ )은 캐나다의 만화가, 일러스트레이터이다.
2001년 벨기에 생뤼크 드 리에주 고등미술학교를 졸업했다. 2006년 브라이언 K. 본과 공동 작업한 그래픽노블 『프라이드 오브 바그다드』를 통해 이름을 알리기 시작했다. 그래픽노블 『바넘!』을 시작으로, 마블 코믹스에서 『엑스맨』 『스파이더맨』 『판타스틱 포』 등을 그렸다.